# Montelupo Albese
Montelupo Albese é uma comuna italiana da região do Piemonte, província de Cuneo, com cerca de 459 habitantes. Estende-se por uma área de 6 km², tendo uma densidade populacional de 77 hab/km². Faz fronteira com Diano d'Alba, Rodello, Serralunga d'Alba, Sinio.

## Demografia
| Variação demográfica do município entre 1861 e 2011                               |
|                                                                                   |
| Fonte: Istituto Nazionale di Statistica (ISTAT) - Elaboração gráfica da Wikipedia |